# 敖榮繼
敖榮繼，號橋存，贵州思南府安化县民籍，江西新喻县人，明朝政治人物，同進士出身。敖宗慶之后。

## 生平
十月二十五日生。天啓元年（1621年）辛酉科贵州乡试第四名举人，天啓二年（1622年）聯捷壬戌科会试第三百五十二名，三甲二百二十名進士，初授浙江德清知县，四年調長興縣知縣，七年补顺天府照磨，升本府推官，崇祯二年己巳（1629年）遷至刑部云南司主事，不久被革职。

## 家族
敖宗慶族孫。祖父敖希慶。父敖垠，進士，官巡抚。